# 名古屋市立愛知小学校
名古屋市立愛知小学校（なごやしりつ あいちしょうがっこう）は、愛知県名古屋市中川区豊成町にある公立小学校。

## 歴史
1928年（昭和3年）3月30日に愛知尋常小学校として創立したが、翌4月1日には高等科が併設され、愛知尋常高等小学校となった。1940年（昭和15年）9月に豊国高等小学校成立に伴い高等科併設が解かれ、愛知尋常小学校に復している。翌1941年4月には国民学校令により愛知国民学校、1947年（昭和22年）4月には学制改革により愛知小学校となった。
学区内に所在した豊田紡織の工場跡が日本住宅公団により豊成団地として造成されるに伴い、跡地の一部を新校地として整備することとなり、1980年（昭和55年）に移転を行っている。

## 通学区域
所管する名古屋市教育委員会は、名古屋市中川区のうち、百船町・九重町・福住町・豊成町・愛知町・澄池町・舟戸町・五月通・五月南通1丁目・三ツ池町・乗越町・中川運河北幹線と、運河町・月島町の各一部を通学区域として指定している。

## 進学先中学校
- 名古屋市立長良中学校[WEB 2]

## 学区内の主な施設
- 愛知コミュニティセンター
- 名古屋愛知町郵便局

## 児童数の変遷
『愛知県小中学校誌』（2018年）によると、児童数の変遷は以下の通りである。
| 1947年（昭和22年） | 981人  |  |
| 1957年（昭和32年） | 1299人 |  |
| 1967年（昭和42年） | 876人  |  |
| 1977年（昭和52年） | 753人  |  |
| 1987年（昭和62年） | 597人  |  |
| 1997年（平成9年）  | 413人  |  |
| 2007年（平成19年） | 384人  |  |
| 2017年（平成29年） | 239人  |  |

### WEB
1. ↑  名古屋市教育委員会事務局総務部教育環境計画室 (2022年). “名古屋市立小・中学校の通学区域一覧（中川区）” (PDF).   名古屋市. 2023年2月7日閲覧。
2. ↑  名古屋市教育委員会事務局総務部教育環境計画室 (2022年). “名古屋市立中学校区一覧（小→中）” (PDF).   名古屋市. 2023年2月7日閲覧。

### 文献
1. 1 2 3 4  中川区制50周年記念誌編集委員会 1987, p. 409.
2. 1 2  『愛知県小中学校誌』 2018, p. 225.